# یااوتسو، گیفو
یااوتسو، گیفو (به لاتین: Yaotsu, Gifu) یک منطقهٔ مسکونی در ژاپن است که در Kamo District واقع شده‌است. یااوتسو  ۱۱٬۸۵۵ نفر جمعیت دارد.